# ستيف فيشر (مدرب كرة سلة)
ستيف فيشر (بالإنجليزية: Steve Fisher)‏ هو مدرب كرة سلة أمريكي، ولد في 24 مارس 1945 في هيرين في الولايات المتحدة.

## روابط خارجية
- ستيف فيشر على موقع كلية كرة السلة في سبورتس رفرنس.كوم (الإنجليزية)